# Голдстин, Бретт
Бретт Голдстин (англ. Brett Goldstein; род. 17 июля 1980, Саттон, Большой Лондон) — британский актёр, комик и писатель. Наибольшую известность получил как автор сценария и исполнитель роли второго плана в комедийном сериале Apple TV+ «Тед Лассо», за роль в котором он дважды стал лауреатом премии «Эмми» в номинации «Лучший актёр второго плана в комедийном телесериале».

## Биография
Родился 17 июля 1980 года в Саттоне, в британской еврейской семье. Учился в школе Sevenoaks School, одной из старейших и самых дорогих независимых школ в Великобритании. После окончания школы поступил в Уорикский университет, который окончил со степенью в области киноведения.
Вскоре после этого Голдстин ненадолго переехал в Марбелью, чтобы поработать в стрип-клубе, который купил его отец. Позже он превратил этот факт своей биографии в комедийное стендап-шоу под названием «Бретт Голдстин вырос в стрип-клубе», с которым он выступил на Эдинбургском фестивале.
Голдстин появлялся в нескольких сериях ситкома «Бездельницы» на канале Channel 4 и «Дядя» на BBC Three и сериале Рики Джервейса «Дерек». В 2015 году он написал и снялся в главной роли в супергеройском малобюджетном комедийном фильме «СуперБоб», после чего создал вместе с одной из актрис фильма, Кэтрин Тейт, спин-офф «Шоу Кэтрин Тейт» о её популярной в Великобритании пожилой героине Джоанни «Нэн» Тейлор. Голдстин также принял участие в британских гастролях шоу и выступил с четырьмя сольными стендап-представлениями.
В 2016 году он получил премию BIFA за лучшую мужскую роль второго плана за роль Брендана в фильме «Навыки взрослой жизни» с Джоди Уиттакер в главной роли. Спустя два году он вновь сыграл с Уиттакер в серии «Головоломка Цуранга» британского научно-фантастического сериала «Доктор Кто», а также начал вести подкаст Films to Be Buried With, в котором гости рассказывают о фильмах, сыгравших важную роль в их жизни.
Телепродюсер Билл Лоуренс нанял Голдстина в качестве сценариста для шоу «Тед Лассо», выходящего на Apple TV+ с 2020 года, с Джейсоном Судейкисом в главной роли. Работа над сериалом привела к тому, что Голдстин получил роль стареющего футболиста Роя Кента. Эмили Землер из Rolling Stone заявила, что «он почувствовал такое родство с этим стоическим крутым парнем, что отправил по электронной почте съёмочной группе самопробы из пяти сцен. Эти записи, включавшие сцену „Если я не услышу тишины, я начну бить членов“ из пилотного эпизода, в итоге принесли ему роль. Остальное — история». Позже он получил приз Гильдии сценаристов США за лучший комедийный сериал и стал лауреатом премии «Эмми» в номинации «Лучший актёр второго плана в комедийном телесериале» два года подряд — в 2021 и 2022 годах.
Вместе со сценаристом «Чёрного зеркала» Уиллом Бриджесом Голдстин написал сценарий для шестисерийного сериала «Родственные души», основанном на их короткометражном фильме 2013 года «For Life». Премьера сериала состоялась на канале AMC в 2020 году. В актёрский состав вошли Сара Снук, Малин Акерман, Бетси Брандт и Чарли Хитон.
В 2022 году Голдстин подписал многолетний контракт с Warner Bros. Television. В этом же году Голдстин сыграл Геркулеса в сцене после титров фильма «Тор: Любовь и гром». Он вновь появится в этой роли в будущих фильмах Кинематографической вселенной Marvel.